# Autoretrat vestit de flamenc
Autoretrat vestit de flamenc és una pintura a l'oli realitzada per Ramon Casas el 1883 a París i que actualment s'exposa al Museu Nacional d'Art de Catalunya de Barcelona.
Ramon Casas tenia només 17 anys quan va pintar aquest autoretrat en el qual ja posava en evidència els seus dots per al gènere del retrat. Anteriorment havia pintat els dels seus avis i pares, i aquell mateix any va realitzar el dels seus cosins Joaquim Casas i Carbó i Miquel Carbó i Carbó, així com dos autoretrats de bust, de dimensions bastant reduïdes, uns dels quals es considera un estudi preparatori d'aquest. Curiosament, Casas va elegir per plasmar la seva pròpia imatge un vestit curt de torero amb pantaló gris, molt cenyit de malucs, i chaquetilla negra curta, amb l'única nota de color d'una faixa vermella a la cintura.
Les característiques formals de l'autoretrat de Casas, amb una figura retallada sobre fons negre i focus de llum intensa dirigida al rostre, reflecteixen l'influx del seu mestre a París, Carolus-Duran, i, a través d'aquest, del de Velázquez, especialment en el tractament de la llum i del color.